# سارة كونولي
سارة كونولي (بالإنجليزية: Sarah Connolly)‏ هي مغنية ومغنية أوبرا بريطانية، ولدت في 13 يونيو 1963 في درم في المملكة المتحدة.

## وصلات خارجية
- سارة كونولي على موقع IMDb (الإنجليزية)
- سارة كونولي على موقع ميوزك برينز (الإنجليزية)
- سارة كونولي على موقع ديسكوغز (الإنجليزية)
- سارة كونولي على موقع قاعدة بيانات الفيلم (الإنجليزية)